# Hunter Kemper
Hunter Craig Kemper (Charlotte, 4 de maio de 1976) é um triatleta profissional estadunidense, campeão pan-americano

## Carreira
Hunter Kemper representou seu país nas Olimpíadas de 2000, 2004 , 2008 e 2012, em 17º, 9º, 7º e 14º respectivamente.

## Ligações Externas
- Sitio Oficial